# Building Management System
El Building Management System (BMS) es un sistema de gestión de edificaciones, basado en un software y un hardware de supervisión y control ( SCADA ) que se instala en los edificios. Con este concepto, se define la automatización integral de inmuebles con alta tecnología. Existen además BMSs específicos, como los BMS de climatización o los "Guest Room Management System" (GRMS) especializados en control y monitorización de habitaciones, muy utilizados en hoteles y hospitales.

## Funciones básicas
Algunos objetivos de la automatización de edificios son mejorar la comodidad de los ocupantes, el funcionamiento eficiente de los sistemas del edificio, la reducción del consumo de energía, la reducción de los costos de operación y mantenimiento y el aumento de la seguridad. 
En resumen cumple funciones de:
- Supervisión
- Control
- Reporte
- Generación de histogramas
- Registro de todas las actividades de la edificación.

## Ejemplos
En Medellín, Colombia:

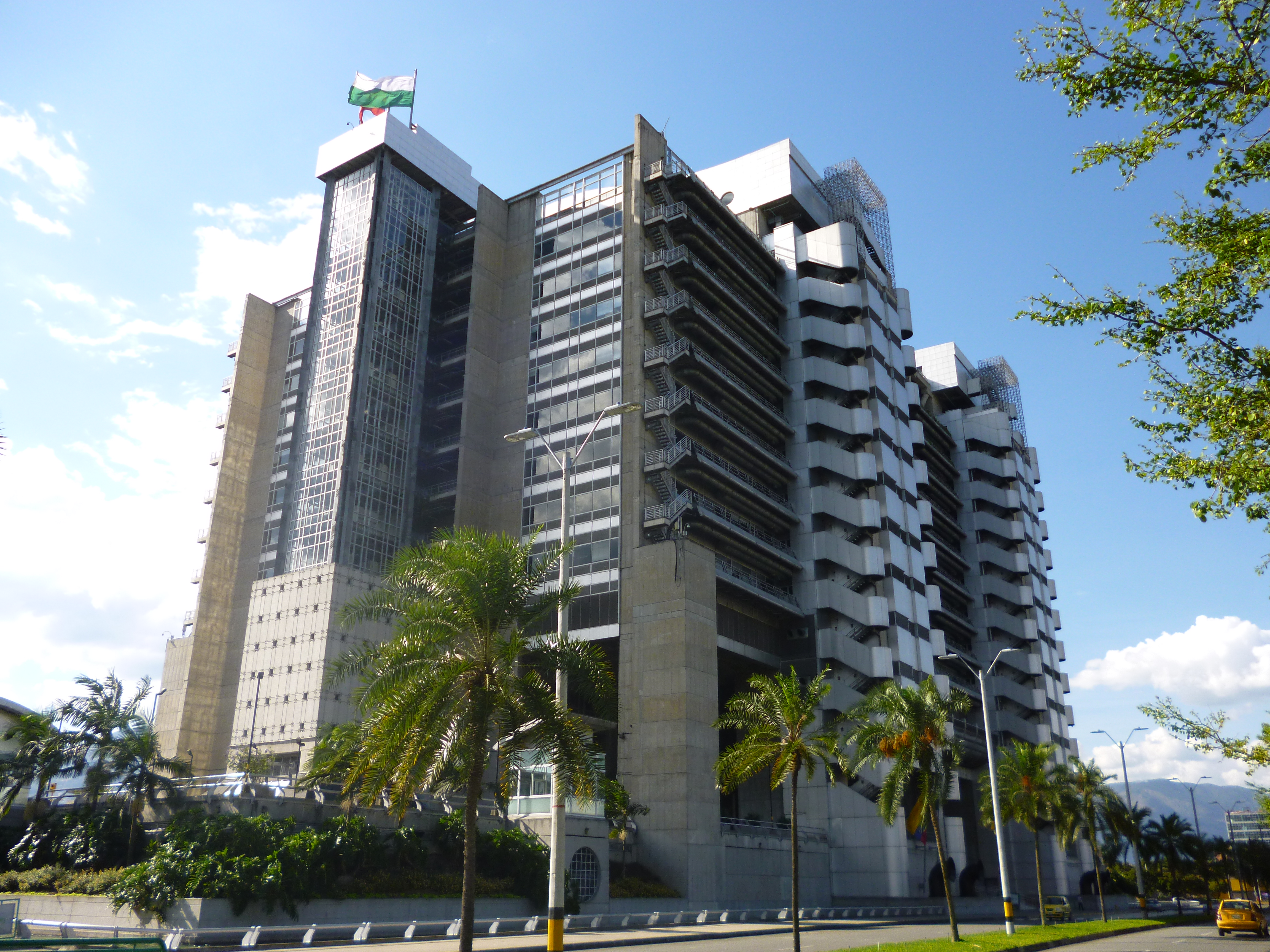
Edificio inteligente EPM
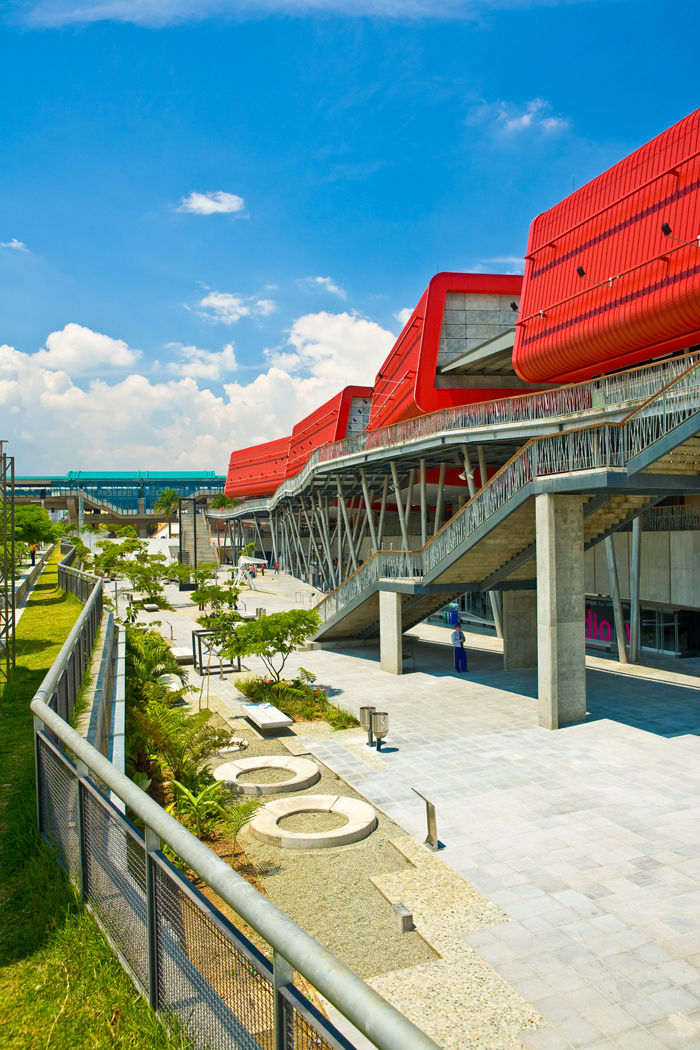
Parque Explora
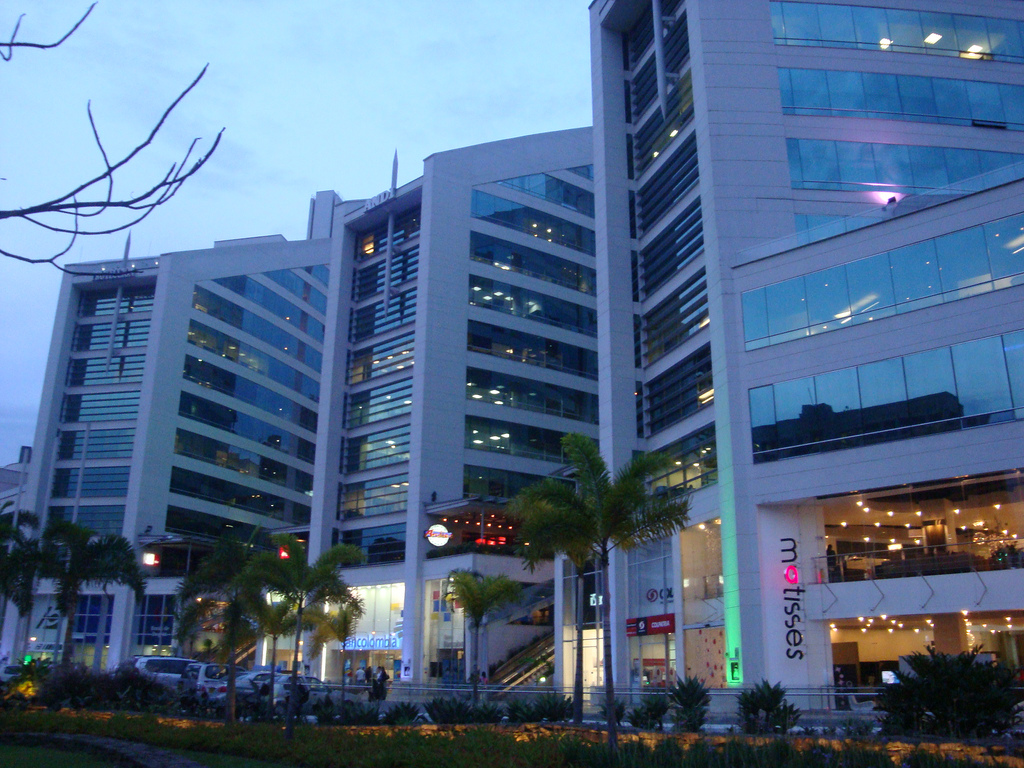
San Fernando Plaza

## Composición
Está compuesto por un software y un hardware implementado para la gestión de los equipos relacionados con la seguridad de la edificación y los relacionados con los servicios de la edificación, también llamados equipos electromecánicos.

## Seguridad
- detección de incendios
- extinción de incendios
- control de acceso
- control de intrusión
- circuito cerrado de televisión (véase CCTV)
- control de activos

## Servicios de la edificación
Por lo general un BMS proporciona la capacidad de control y monitorización de los siguientes sistemas:
- Sistema de aire acondicionado
- Sistema eléctrico
  - Sistema de iluminación
  - Grupo electrógeno (plantas diesel)
  - Subestación eléctrica
- Sistema hidráulico
- Sistema de transporte vertical
  - Ascensores
  - escaleras electromecánicas
- Sistema de audio y vídeo
- Sistemas especiales (sistema de riego, sistema neumático)
- Sistemas de climatización
- Otros sistemas electromecánicos (cerramientos, persianas, estores...)
- Sistemas seguridad

## Protocolos de comunicación
Los protocolos utilizados habitualmente en los BMS son:
- Bacnet
- KNX
- Modbus
- OPC
- LonWorks

## Beneficios para inquilinos y ocupantes
- control sobre el confort interior proporcionando un aumento del nivel de productividad y ahorro de tiempo
- mayor seguridad en las instalaciones

## Beneficios para propietarios y administradores
- valorización en el valor de la renta;
- flexibilidad en el cambio de uso del edificio;
- reporte de consumos por inquilino individual para los servicios del edificio;
- control central o remoto y supervisión de la edificación;
- monitoreo remoto de los servicios de la edificación (por ejemplo, equipos de aire acondicionado, bombas de incendios, equipos hidráulicos, suministro eléctrico, control de iluminación, etcétera);
- verificación de cumplimiento de normatividad y de reglamentación local o internacional;
- disposición de reportes e históricos para toma de decisiones en la administración de la edificación.

## Beneficios para personal de mantenimiento
- mayor disponibilidad de información de los equipos instalados en el edificio;
- programación de mantenimiento computarizado;
- mayor productividad en el uso del tiempo del personal de mantenimiento;
- detección temprana de problemas;
- mejores índices de ocupantes satisfechos.

### Organizaciones y gremios
- Continental Automated Buildings Association.
- BACnet - A Data Communication Protocol for Building Automation and Control Networks.
- Modbus Organization.
- KNX INTERNATIONAL
- Instituto Mexicano del Edificio Inteligente y Sustentable AC

### Fabricantes (suministradores de sistemas BMS)
- Schneider Electric
- Telefónica
- Amaisys Technologies
- ASI Controls.
- Distech Controls.
- Netx Automation (solución no cautiva, independiente de fabricante hardware de campo)
- Honeywell Building Solutions Archivado el 19 de marzo de 2020 en Wayback Machine..
- Johnson & Control Building Solutions.

- Datos: Q1489497